# Estufa Fría de Lisboa
La Estufa Fría es un complejo de invernaderos y umbráculo de 1,5 hectáreas de extensión que se encuentra en el Parque Eduardo VII de Lisboa. El nombre de estufa fría resulta del hecho de no usar ningún sistema de climatización, sino un entramado de madera fijo cuyas rejillas tamizan la luz y protegen de las temperaturas frías de invierno y del excesivo calor en el verano.

## Localización
La Estufa Fría está en el mismo centro de Lisboa, dentro del Parque Eduardo VII. Junto a la plaza del Marqués de Pombal, eje de la ciudad, la Estufa es una continuación de la Avenida de la Libertad.

## Historia
En el emplazamiento de la Estufa Fría existía en el siglo XIX una cantera de basalto, que acabó cerrando por culpa de una vena de agua que dificultaba los trabajos.
La cueva de la cantera la aprovechó un jardinero para recoger especies vegetales de todo el mundo. Tenían la intención de repoblar con ellas la Avenida de la Libertad, al llegar la Primera Guerra Mundial aplaza estos planes.
Las plantas siguen creciendo allí, hasta que en 1926, el arquitecto y pintor Raul Carapinha se encuentra con este espacio verde y proyecta la Estufa, concluida en 1930 e inaugurada en 1933. 
En los años 40, se modificó el Parque Eduardo VII hasta darle su aspecto actual. La Estufa también fue afectada. La entrada se remodeló construyendo un lago y una gran sala, bajo la alameda del parque, local utilizado durante años como teatro y donde aún se desarrollan actos culturales. 
En 1975 se inauguraron la Estufa Caliente y la Estufa Dulce, obra del ingeniero Pulido García, y destinadas a la exhibición de plantas tropicales y plantas crasas respectivamente.

## Colecciones
Aunque estos invernaderos quien los dirige no los consideran como jardín botánico, sin embargo albergan una nutrida representación de especies vegetales de climas cálidos y tropicales.
Las plantas se exhiben en tres espacios,
- «  Estufa Fría » Estufa Fría, propiamente dicha, ocupa 8.100 m². En un principio destinada a refugio de plantas el nombre de estufa fría[2] resulta del hecho de no usar ningún sistema de climatización, sino un entramado de madera fijo cuyas rejillas tamizan la luz y protegen de las temperaturas frías de invierno y del excesivo calor en el verano, proporcionando una temperatura adecuada para el cultivo de especies de diferentes regiones: China, Corea, Australia, Perú, México, Brasil, Antillas, Península de Corea. Son de referencia obligada los helechos arborescentes de Tasmania (Dicksonia antarctica), las azaleas (Rhododendron spp.)y las camelias (Camellia japonica). . .

- « Estufa Quente » (Estufa Caliente), en un área de 3.000 m², con cobertura de vidrio y por lo tanto una temperatura más elevada, denominándose estufas calientes conviven plantas tropicales, de las cuales destacan el cafeto (Coffea arabica), Mango (Mangifera indica), Plataneras (Musa spp.).

- « Estufa Doce » (Estufa Dulce), la más pequeña de todas con apenas 400 m², es el hogar de las cactáceas. Plantas crasas, así llamadas por sus hojas gruesas y de consistencia gelatinosa. Aquí podemos encontrar sus miembros más conocidos, los cactus, Cadera de suegra (Kroenleinia grusonii), Cleistocactus straussii, Aloe (Aloe vera) . . .

Son de destacar la cantidad de piedras que se encuentran en la Estufa formando parte de las rocallas, escalinatas, cascadas y estanques, originarias de la cantera de basalto que aquí existía anteriormente.